# IFK Norrköping
El IFK Norröping es un club de fútbol de la ciudad sueca de  Norrköping, la décima ciudad más grande del país, con alrededor de 90.000 habitantes. Compite en la  Primera División Sueca.

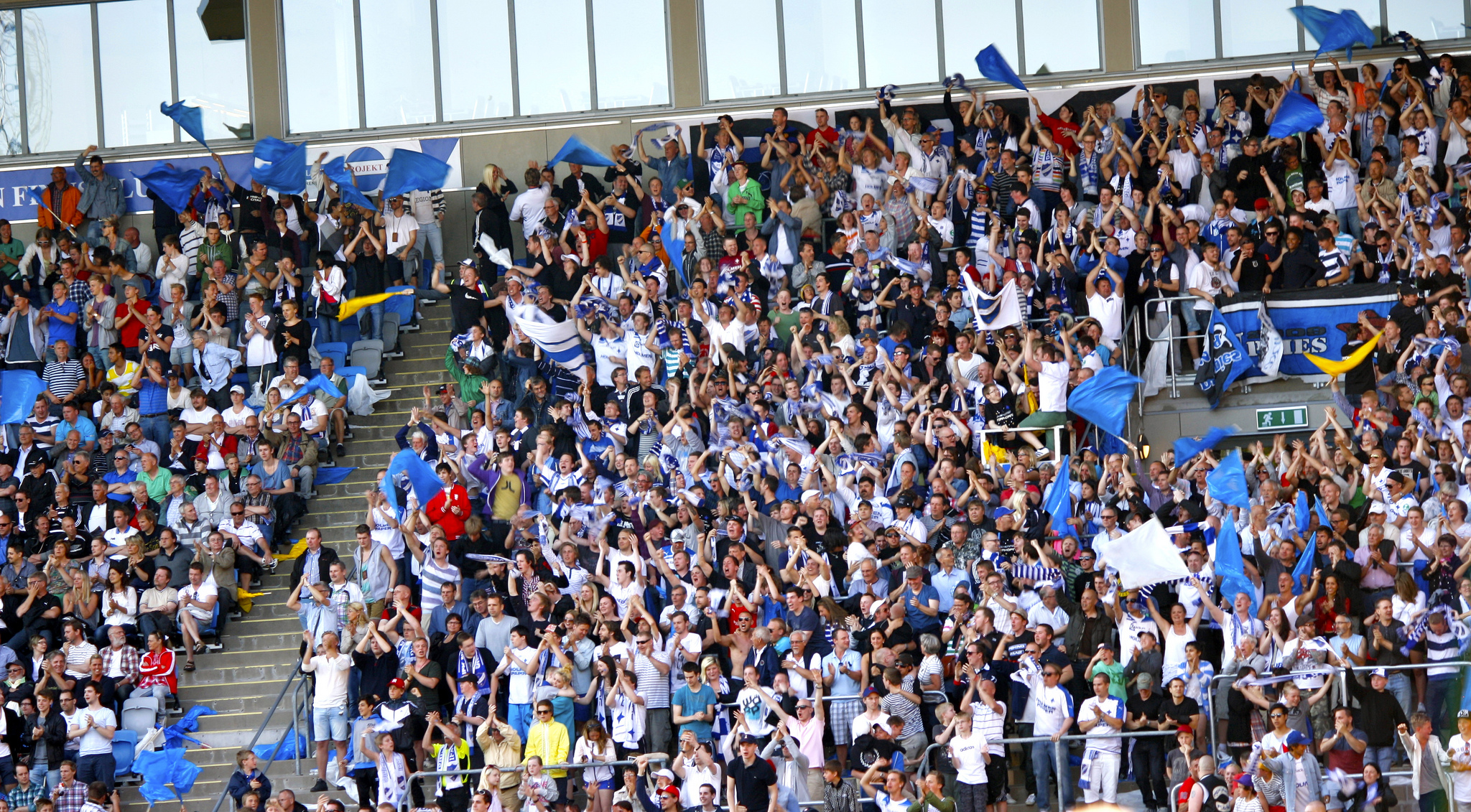
Los Peking Fanz, el grupo de seguidores del IFK Norrköping

Su clásico rival es el "ÅFF Åtvidaberg". Siempre ha sido una batalla entre estos dos equipos por el hecho de que los 2 pertenecen a la misma región.

## Historia
Fundado el 28 de mayo de 1897, fue el equipo dominador del fútbol sueco tras la Segunda Guerra Mundial, acumulando 11 títulos de Campeón de Liga en 20 años, racha que terminó en 1963. Tuvieron que pasar 23 años para que el equipo se alzase con su duodécimo trofeo, en 1989 y 26 para lograr obtener su decimotercer campeonato en 2015.

## Jugadores

### Plantilla
Actualizado el 3 de abril del 2025

### Números retirados
- 12 - Peking Fanz (seguidores del club)
- 18 –  Stefán Þórðarson, Delantero, 2004–2007, 2008

## Ganadores del Guldbollen
Once jugadores del IFK Norrköping se han llevado el trofeo Guldbollen, el Balón de Oro sueco:
- 1947:  Gunnar Nordahl
- 1949:  Knut Nordahl
- 1953:  Bengt 'Julle' Gustavsson
- 1957:  Åke 'Bajdoff' Johansson
- 1960:  Torbjörn Jonsson
- 1961:  Bengt 'Zamora' Nyholm
- 1963:  Harry Bild
- 1966:  Ove Kindvall
- 1968:  Björn Nordqvist
- 1990:  Tomas Brolin
- 1992:  Jan Eriksson

## Palmarés
- Allsvenskan (13): 1942-43, 1944-45, 1945-46, 1946-47, 1947-48, 1951-52, 1955-56, 1956-57, 1960, 1962, 1963, 1989, 2015.
- Copa de Suecia (6): 1943, 1945, 1968-69, 1987-88, 1990-91, 1993-94.
- Supercopa de Suecia (1): 2015.

## IFK en competiciones europeas
| Temporada | Competición           | Ronda                    | Club                | Resultado               |
| --------- | --------------------- | ------------------------ | ------------------- | ----------------------- |
| 1956/57   | Copa de Europa        | 16.os                    | AC Fiorentina       | 1-1, 0-1                |
| 1957/58   | Copa de Europa        | 16.os                    | Estrella Roja       | 2-2, 1-2                |
| 1962/63   | Copa de Europa        | Calificación             | Partizani Tirana    | 2-0, 1-1                |
| 1962/63   | Copa de Europa        | 16.os                    | SL Benfica          | 1-1, 5-1                |
| 1963/64   | Copa de Europa        | Calificación             | Standard Lieja      | 0-1, 2-0                |
| 1963/64   | Copa de Europa        | 16.os                    | AC Milan            | 1-1, 2-5                |
| 1968/69   | Recopa de Europa      | 1.ª ronda                | Crusaders F.C.      | 4-1, 2-2                |
| 1968/69   | Recopa de Europa      | 2.ª ronda                | FC Lyn              | 3-2, 0-2                |
| 1969/70   | Recopa de Europa      | 1.ª ronda                | Sliema Wanderers FC | 5-1, 0-1                |
| 1969/70   | Recopa de Europa      | 2.ª ronda                | Schalke 04          | 0-0, 0-1                |
| 1972/73   | Copa de la UEFA       | 1.ª ronda                | Flamura Roşie Arad  | 2-0, 2-1                |
| 1972/73   | Copa de la UEFA       | 2.ª ronda                | Inter de Milán      | 0-2, 2-2                |
| 1978/79   | Copa de la UEFA       | 1.ª ronda                | Hibernian FC        | 0-0, 2-3                |
| 1982/83   | Copa de la UEFA       | 1.ª ronda                | Southampton FC      | 0-0, 2-2                |
| 1982/83   | Copa de la UEFA       | 2.ª ronda                | A.S. Roma           | 1-0, 0-1                |
| 1988/89   | Recopa de Europa      | 1.ª ronda                | UC Sampdoria        | 2-1, 0-2                |
| 1990/91   | Copa de la UEFA       | 1.ª ronda                | 1. FC Köln          | 0-0, 1-3                |
| 1991/92   | Recopa de Europa      | 1.ª ronda                | Jeunesse d‘Esch     | 4-0, 2-1                |
| 1991/92   | Recopa de Europa      | 1.ª ronda                | AS Monaco           | 1-2, 0-1                |
| 1992/93   | Copa de la UEFA       | 1.ª ronda                | Torino FC           | 1-0, 0-3                |
| 1993/94   | Copa de la UEFA       | 1.ª ronda                | KV Mechelen         | 0-1, 1-1                |
| 1994/95   | Recopa de Europa      | Calificación             | FK Viktoria Žižkov  | 3-3, 0-1                |
| 2000/01   | Copa de la UEFA       | Calificación             | GÍ Gøtu             | 2-1, 2-0                |
| 2000/01   | Copa de la UEFA       | 1.ª ronda                | FC Slovan Liberec   | 2-2, 1-2                |
| 2016/17   | UEFA Champions League | 1.ª ronda clasificatoria | Rosenborg BK        | 3-2, 1-3                |
| 2017-18   | UEFA Europa League    | 1.ª ronda clasificatoria | KF Prishtina        | 5-0, 1-0                |
| 2017-18   | UEFA Europa League    | 2.ª ronda clasificatoria | FK Trakai           | 2-1, 1-2 (t.e.) (3-5 p) |
| 2019-20   | UEFA Europa League    | 1.ª ronda clasificatoria | St Patrick's        | 2-1, 2-0                |
| 2019-20   | UEFA Europa League    | 2.ª ronda clasificatoria | Liepāja             | 2-0, 1-0                |
| 2019-20   | UEFA Europa League    | 3.ª ronda clasificatoria | Hapoel Be'er Sheva  | 1-1, 1-3                |